# Herb Świątnik Górnych
Herb Świątnik Górnych – jeden z symboli miasta Świątniki Górne i gminy Świątniki Górne w postaci herbu. Herb został przyjęty wraz z nadaniem praw miejskich w 1997.

## Wygląd i symbolika
Herb przedstawia na tarczy o granatowym skraju usianym złotymi liliami, w polu błękitnym złoty kościół o dwóch wieżach z czerwonymi dachami, okiem opatrzności Bożej nad nim i dużą czarno-złotą kłódką u podstawy. W czole  skraju tarczy  napis złotymi literami „ŚWIĄTNIKI GÓRNE”, u podstawy "AD. 1997. MIASTO"
Herb nawiązuje do historii miasta niegdyś osady służebnej katedry wawelskiej i ośrodka ślusarskiego znanego z wyrobu kłódek. Kościół w herbie to kościół parafialny w Świątnikach Górnych pw. św. Stanisława z lat 1846-1858. Oko opatrzności pochodzi z pieczęci gromadzkich z 1788 i 1821. Kłódka – to podstawa potęgi gospodarczej Świątnik i od średniowiecza – źródło utrzymania mieszkańców.
Na pieczęci herbowej widnieją skrzyżowane: klucz, obcęgi, młotek, kłódka i kłos, a nad tym oko opatrzności w trójkącie z promieniami.